# ニガ
芸名 FlexとNiggaで知られる、フェリックス・ダニロ・ゴメス・ボスケス （Félix Danilo Gómez Bosquez　Flex_(singer)  チトレ、パナマ; 1980年8月29日 - ） 、またはラテンアメリカのニガやアメリカのフレックスなど、彼はパナマのレゲトンとスペインのレゲエのシンガーソングライターであり、2007年に彼の曲「Iloveyou」で有名に。最優秀アーバンソングのカテゴリー。彼は商業レベルでレゲトンの最初の指数の1つであり、RomanticFlowジャンルの最高の代表者と見なされている

## バイオグラフィー
彼は別のパナマのアーティストから「ジャマイカの黒人のように歌う」と言われた後、ニガという名前を採用  2008年に米国でアルバムをリリースする前に、フレックスは曲のニックネームへの言及を削除し、彼のCDパッケージは「フレックス」という名前で再版された
フェリックス・ダニロ・ゴメス・ボスケスは、1980年8月29日にパナマのヘレラ州チトレで生まれました。3彼は1997年に、ダ・クルーのアルバムに属するトビー・キングとのデュエットで「How canIsing」という曲で音楽活動を始めました。 。PuchoBusdamenteによるものですが、ラジオ局FabulosaStereoとプロデューサーのCeliaTorresからアルバムLasPropias 2000に他のアーティストと一緒に出演することで知られるようになったのは、2000年のことでした。
2007年に彼は彼の最初のソロアルバム「Iloveyou：Romantic Style InDaWorld」をリリースしました。2このレコードの最初のシングル「Iloveyou」は、ホットラテンソングで1位、99位に達しました。 Billboard Hot 100.5は、これらすべてでパナマを達成し、フアンルイスゲラ、ダディーヤンキー、ウィシン＆ヤンデル、ショーンキングストン、リアーナとのデュエットを行いました。
2016年、彼はオースティンを含む数人のアーティストと「Piensoenti」という曲でコラボレーションしていました。 翌年、フレックススタイルという名前のEPをリリースし、2018年には古いレコード会社にブロックされた後、正式にメキシコの音楽に復帰し、メキシコの歌手リッキーリックとのシングル「Cerquitademi」を初公開しました。

## ディスコグラフィー
スタジオアルバム
EP
コンピレーションアルバム